# Podróż ludzi Księgi
Podróż ludzi Księgi – pierwsza powieść Olgi Tokarczuk, wydana w 1993 roku.

## Forma
Liczba rozdziałów książki jest odwzorowaniem liczby kart tarota. Początkowo autorka planowała, że każdy rozdział będzie ilustracją konkretnej karty, jednak ostatecznie odeszła od tego zabiegu i jest on w pełni zastosowany tylko w stosunku do jednego rozdziału

## Nagrody
Książka otrzymała nagrodę Polskiego Towarzystwa Wydawców Książek.